# Frenzy
Frenzy – LiveCD oparty na FreeBSD.
Został stworzony z myślą o administratorach, którzy potrzebowali "scyzoryka szwajcarskiego".

## Funkcjonalność
- Testowanie sprzętu.
- Testowanie sieci.
- Brama, nadzorowanie sieci.
- Przenośny BSD dla desktopu (zawiera środowisko X oraz czcionki TTF)

## Zawartość
Frenzy zawiera ponad 400 programów (w wersji 0.3) m.in.
- kompilatory C i nasm, interpretery Perla i Pythona
- managery plików: deco, mc, xnc
- edytory tekstu (m.in. joe, ViM i AbiWord)
- przeglądarki i konwertery plików tekstowych, analizatory logów
- archiwizatory, narzędzia systemu plików
- narzędzia odzyskiwania danych
- narzędzia do obsługi HDD
- aplikacje wyświetlające informacje o sprzęcie oraz konfiguracji
- testy wydajności oprogramowania oraz sprzętu
- antywirusy (clamav, drweb) oraz systemy detekcji rootkitów
- narzędzia manipulacji hasłami oraz szyfratory
- narzędzia sieciowe (LAN, modem, dial-up, VPN, Wireless)
- przeglądarki internetowe, klienty newsów, ICQ i IRC
- kalkulatory sieciowe
- monitory ruchu sieciowego
- proxy, przekierowania
- zdalny dostęp (telnet, ssh, RDP, VNC)
- klienty MySQL i PostgreSQL
- serwer i klient Samba
- narzędzia do DNS, LDAP, SNMP, DHCP, ICMP, ARP, pakietów IP
- skanery portów i sieci, narzędzia do wykrywania dostępnych usług
- skanery bezpieczeństwa, sniffery, narzędzia do wykrywania intruzów
- przeglądarki obrazków (gqview), DjVu, czytniki CHM, PDF
- odtwarzacz multimedialny (MPlayer)

## Wymagania
- procesor Pentium lub lepszy;
- 32 MB RAM;
- CD-ROM, z którego można startować system (ewentualnie obsługujący mini-CD);
- Dysk twardy nie jest potrzebny.